# Сабир, Мирза Алекпер
Сабир (азерб. میرزا علی اکبر صابر, Mirzə Ələkbər Zeynalabdin oğlu Tahirzadə, настоящее имя Мирза Алекпер Зейналабдин оглы Таирзаде; 30 мая 1862, Шемахы, Шемахинский уезд, Бакинская губерния, Российская империя — 12 [25] июля 1911, Шемахы, Шемахинский уезд, Бакинская губерния, Российская империя) — азербайджанский поэт, сатирик и один из наиболее видных азербайджанских поэтов начала XX века.

## Биография
Родился 30 мая 1862 года в Шемахе в бедной семье мелкого торговца. «Сабир» («терпеливый») — один из многочисленных псевдонимов поэта. Это имя и закрепилось за поэтом, хотя у него были и другие псевдонимы.
Начальное образование Сабир получил в духовной школе, но в 1874 году поступил в только что открытую известным просветителем, поэтом-сатириком Сеидом Азимом Ширвани школу нового типа, где, в отличие от традиционных школ, преподавались общеобразовательные предметы, азербайджанский и русский языки. Учёба Сабира в этой школе и особенно знакомство с Ширвани сыграли в жизни будущего поэта, в формировании его взглядов большую роль. Сеид Азим Ширвани обратил внимание на незаурядные способности мальчика и руководил его первыми поэтическими опытами. Своё первое стихотворение Сабир сочинил в восемь лет. Ширвани продолжал помогать ему и позднее, когда Сабир по настоянию отца вынужден был бросить школу, в которой он успел проучиться всего два года. Отец Сабира заставил юношу работать в лавке, но это занятие крайне тяготило его, и все своё свободное время он отдавал самостоятельной учёбе и любимой поэзии.

Памятник Сабиру в Шемахе. Скульптор — Пинхос Сабсай, 1933

В ранние годы писал лирические газели, а по заказу — элегии, хвалебные и траурные стихи. Его первое произведение в печати появилось только в 1903 году в газете «Шарги-Рус» («Русский Восток»). В 1903-05 годах Сабир сотрудничал в газетах и журналах «Дебистан» («Печальная школа»), «Зенбур» («Овод»), «Иршад» («Путеводитель»), «Хагигат» («Истина»), «Хайят» («Жизнь»).
В возрасте 23 лет Сабир под предлогом паломничества в святые места отправляется в путешествие по Закавказью, Ирану, Ираку, Средней Азии.
В Ашхабаде его застает весть о смерти отца. Сабир возвращается в Шемаху, и на плечи молодого поэта ложатся тяжелые заботы о семье. Нужда и бедность преследуют Сабира. Его бедственное положение усугубляется тем, что сатирические стихи Сабира, которые уже в это время широко распространяются среди народа, вызывают негодование духовенства, и оно всячески травит поэта.

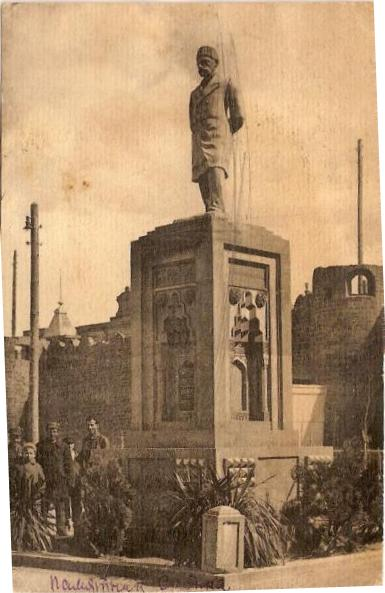
Памятник Сабира в Баку (1920-е годы)

В 1900 году после учёбы за границей в Шемаху возвращается прогрессивно настроенный молодой поэт Аббас Сиххат, в доме которого часто собирается местная интеллигенция. Аббас Сиххат сразу отметил Сабира, и у них завязалась тесная дружба, продолжавшаяся до самой смерти Сабира. Аббас Сиххат, по достоинству оценил талант Сабира, поощрял и поддерживал его.
В 1903 году Сабир начинает печататься. Находясь под влиянием Аббаса Сиххата, Сабир в начальный период своего творчества создавал главным образом интимно-лирические стихи и элегии. Революция 1905 года оказывает огромное влияние на творчество Сабира, в его поэзии становятся преобладающими политические и гражданские мотивы, а сам Сабир становится выразителем идей национально-освободительного движения в Азербайджане. Сабир страстно боролся за расширение и углубление этого движения. Его творческое внимание привлекали самые темные стороны жизни и быта азербайджанского общества: фанатизм, разврат, социальный гнет, невежество. Его постоянно тревожил факт эксплуатации трудящихся, гибнущих в нищете, сибаритствующим «высшим обществом» и имущим классом. Поэт сильно чувствовал социальные противоречия и энергично боролся за разрушение общественного строя, но он не был социалистом. Он также не до конца порвал с религией, хотя и резко выступал против господствовавших религиозных мусульманских нравов, особенно против противостояния шиизма и суннизма. Сабир значительно содействовал революционному движению в Иране и Турции в период 1905—1910. В своих стихах он едко высмеивал режим султана Абдул-Гамида и Мохаммед Али Шаха. Реализм, социально-политический лиризм и острая сатира — вот основные элементы, характеризующие творчество Сабира, сыгравшее революционизирующую роль в воспитании молодого поколения. Сабир выступил против армяно-мусульманской резни, написал стихотворение «Интернационал», которое однако было пропущено цензурой лишь в сокращённом виде.

Памятник Мирза Алекпер Сабиру в Баку

В формировании творческого облика Сабира решающую роль сыграли сатирический журнал «Молла Насреддин» и его издатели Джалил Мамедкулизаде и Омар Фаик Нейманзаде. Первые 5—6 лет издания этого журнала неразрывно связаны с именем Сабира. Он принимал в журнале активное участие, разоблачая в своих произведениях отсталый быт среды, остро высмеивая фанатизм и невежество лицемерных мулл, духовенства, темноту отсталых масс, страстно осуждая поведение и деяния кулаков и богачей, интеллигентов-тунеядцев, щеголявших внешним «европеизмом». В сатирических образах правоверного фанатика, патриархального отца семейства, оторвавшегося от народа интеллигента или лицемерного моллы он бичевал всё, что препятствовало прогрессу, призывал к просвещению и свободе.
Несмотря на преследования со стороны духовенства, натравливавшего на писателя темные массы, Сабир продолжал настойчиво бороться за свои идеи, писал в различных журналах и газетах под разными псевдонимами («Мират», «Фазил», «Аглар-Гюлеген» и др.).
Сабир создал новый стиль в поэзии. Сабир писал просто и понятно. Он умел сочетать живую речь народа с языком литературы, в результате чего язык его стал доступным для широких масс трудящихся. При всей видимой простоте Сабир доносил до народных масс смысл самых сложных внутренних и международных проблем эпохи. В его стихах органически сливались высшее мастерство и повседневная жизнь.

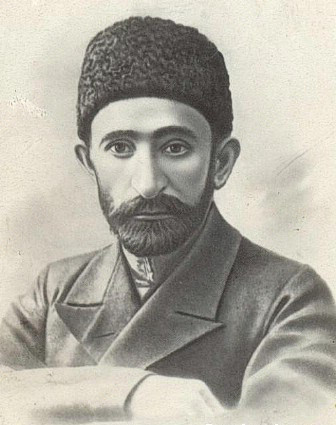

В своем творчестве Сабир не был «терпеливым». Гораздо более подходящим для выражения направленности его поэзии следовало бы считать один из ранних его псевдонимов — «Хоп-хоп», что означает имя птицы («Удод»), своим криком поднимающей с рассветом людей и уничтожающей вредителей. Этот псевдоним Сабир затем часто менял, чтобы скрыть своё авторство от преследовавших его реакционеров. Сатирическая нацеленность, разящее слово, меткая деталь, живые разговорные интонации, народная лексика, многообразие и выразительность метафористического ряда, различные приемы от монолога-саморазоблачения до гневных филиппик в адрес недругов народа толстосумов и политиков, невежд, мракобесов, религиозных фанатиков, использовал поэт в своей будившей народ «Книге Удода» — «Хоп-хоп-наме». С её страниц впервые в азербайджанской поэзии «заговорили» разные лица, представляющие верхние слои общества: промышленники, заводчики, помещики-беки, служители религии и все те, кто отказывал трудящемуся человеку в его праве на свободу и равенство, счастье и благоденствие.
Используя широкий спектр выразительных средств, из которых некоторые были введены им в оборот азербайджанской поэзии впервые, Сабир сделал объектом своей сатиры целую галерею социальных типов-носителей разных пороков невежества и косности, тунеядцев и стяжателей, предавших забвению интересы народа, нации, простых людей.

Бюст в Имишли

Стихи Сабира, его едкие эпиграммы, словесные портреты-самохарактеристики появлялись на страницах журнала «Молла Насреддин» с красочными иллюстрациями художника Азима Азимзаде и становились достоянием международного читателя, так как журнал получали в городах России, Ирана, Афганистана, Египта, Индии и других стран. Идейную зрелость в сочетании с большим талантом стихотворца имел в виду Назым Хикмет, называя Сабира выдающимся поэтом эпохи:
«Я восхищён борьбой, которую вел Сабир, и ещё больше — литературным мастерством, с которым он вел эту борьбу. Это замечательно, что азербайджанцы имеют такого поэта, как Сабир».
Сабир использовал юмор для осмеяния внешне безобидных ханжей и ревнителей старой морали, находившихся в «сладостном сне» сограждан, обывателей, самодовольных и ограниченных.
Природа этого смеха была различной: в одном случае, когда объектом его внимания становился бедняк, темный и невежественный, маленький человек со своими непритязательными запросами и претензиями, это был смех добродушный, окрашенный мягким юмором, усмешка добрая и сочувственная, смех сквозь слезы (некоторые его стихи и были подписаны: «Смеющийся сквозь слёзы»), в другом случае, если мишенью его поэзии становились толстосумы и эксплуататоры народа, он прибегал к едкому сарказму, гневному обличению, допускавшему резкие и жёсткие слова-обвинения. Поэт высмеивал всё то, что мешало его народу продвигаться вперед дорогой разума и прогресса, по его собственному выражению, прочищая своими стихами мозги согражданам.

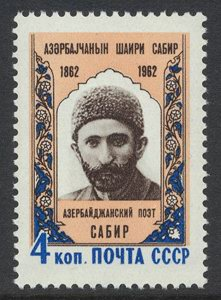
Почтовая марка СССР, 1962 год

В социальных сатирах Сабира впервые в азербайджанской литературе ставился вопрос о классовом угнетении; люди труда слышали в них призыв к борьбе за свои права. В политических сатирах нашли отражение разгон Государственной думы в России, интриги самодержавия против освободительного движения в странах Ближнего Востока, деспотизм турецкого султана, происки международной реакции. Сабир призывал к просвещению, раскрепощению женщин, к свободе слова. В социальных сатирах «А что нам?», «Плач», «Попрошайка», «Что мне за дело?», «Жалоба старика» и других Сабир впервые в азербайджанской литературе поставил вопрос о неравенстве в обществе. Люди труда почувствовали в этих произведениях призыв к борьбе за свои попранные права. В стихотворении «Хлебороб» Сабиру не чужда светлая надежда, ему видится будущее сквозь тьму рабства и нищеты, он воспевает труд хлебороба, восхищается его любовью к земле-кормилице, утверждает право крестьянина на лучшую долю.

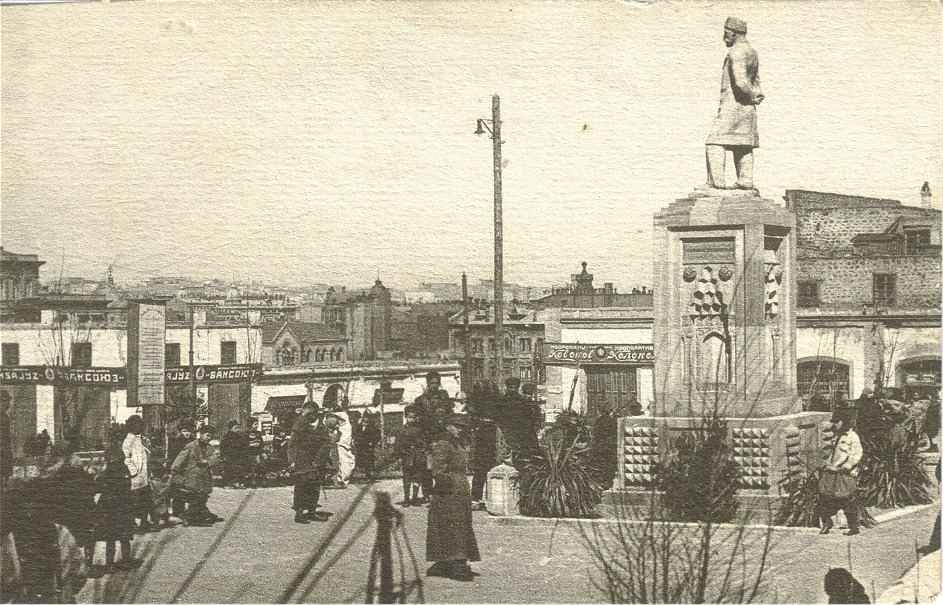
Памятник Сабиру в одноимённом парке. Баку, 1925 год

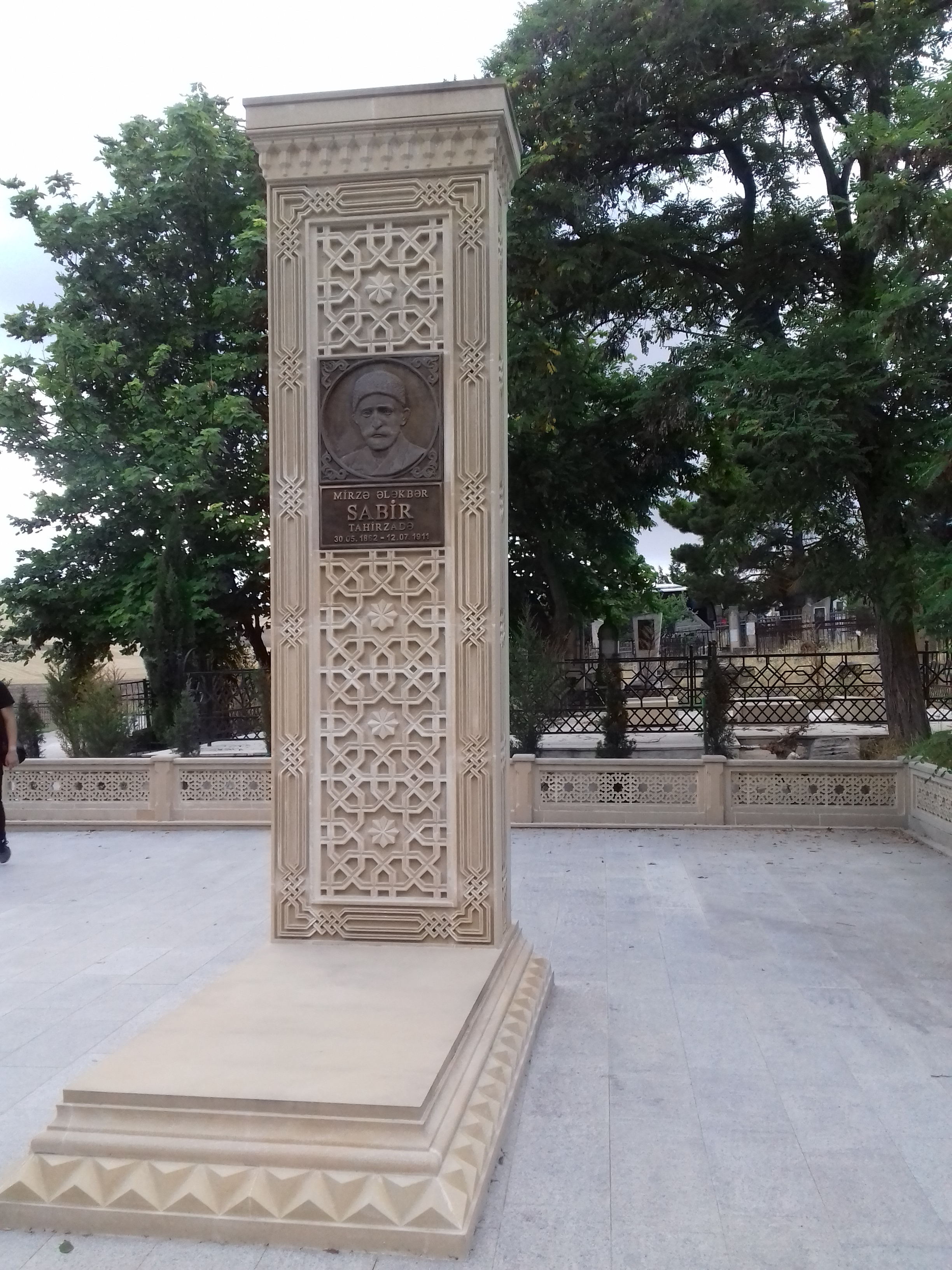
Могила Сабира на кладбище «Едди Гюмбез»

Ряд произведений Сабир создал совместно с Джалилом Мамедкулизаде. Вместе с ним и другими передовыми писателями Сабир создал новую сатирическую школу в азербайджанской литературе реалистического направления. Несмотря на преследования со стороны духовенства, натравливавшего на писателя темные массы, Сабир продолжал настойчиво бороться за свои идеи, писал в различных журналах и газетах под разными псевдонимами («Мират», «Фазил», «Алгар-Гюлеген» и др.). Его стихи наряду с лучшими произведениями других молланасреддиновцев явились первыми образцами пролетарской литературы на азербайджанском языке и подготовили почву, на которой выросла затем азербайджанская советская литература.
Сабир прожил жизнь, которая принуждала его воистину терпеливо сносить все горести и заботы, выпавшие на его долю с детства: учёба в молла-хане с зубрежками и телесными наказаниями, тягостная для него служба в лавке отца, тяжелое материальное положение, землетрясение в Шемахе, разрушившее его дом, мыловарение ради заработка, отрывавшее его от творчества, многочисленная семья, которую надо было прокормить, преследования за сатирические стихи, вынужденный переезд в Баку, преподавание в рабочей школе в Балаханах и новые угрозы расправы над ним, тяжёлая болезнь[какая?] и преждевременная смерть. Мирза Алекпер Сабир умер 12 июля 1911 года в расцвете творческих сил. Похоронен Сабир в родном городе Шемахе на кладбище «Едди Гюмбез» («Семь куполов»), у подножия холма.
Жизни и творческой деятельности Сабира посвящены роман, пьеса, литературоведческие статьи и очерки, монографии. Произведения его переведены на многие иностранные языки.

## Память
- Именем Сабира в Азербайджане названы: город Сабирабад и Сабирабадский район, теплоход, центральная библиотека Баку, другие организации, а также улицы в городах и сёлах.
- В Баку есть Сквер имени Сабира, где установлен памятник поэту.
- В Шемахе расположен дом-музей поэта.
- В Азербайджане ежегодно проводится День поэзии Сабира.
- В СССР в 1962 году к столетию со дня рождения поэта была выпущена почтовая марка по рисунку Л. Керимова номиналом в 4 копейки. Первые экземпляры поступили в продажу с орфографической ошибкой в заголовке (надпись «Азербайджанский поэт Сабир» на азербайджанском языке). Тираж изъяли, после чего было выпущено 3 млн марок с исправленным текстом. Марка с ошибкой является филателистической редкостью и оценивается примерно в 60 тысяч рублей[3].

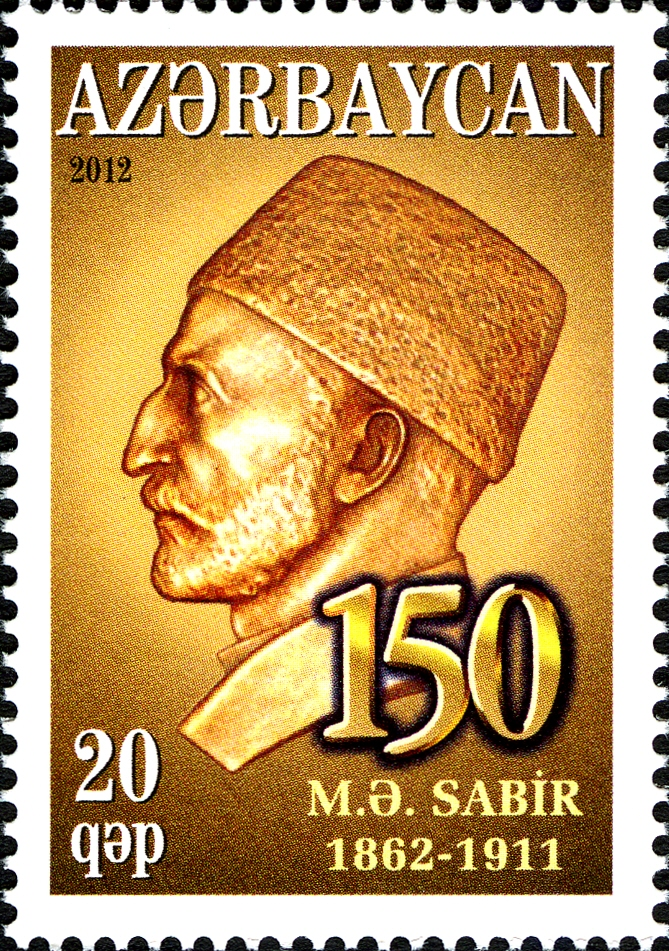
Марка Азербайджана 2012 года, посвящённая 150-летию Сабира
Барельеф в Шемахе
Барельеф Сабира в Гяндже, в одноименной улице
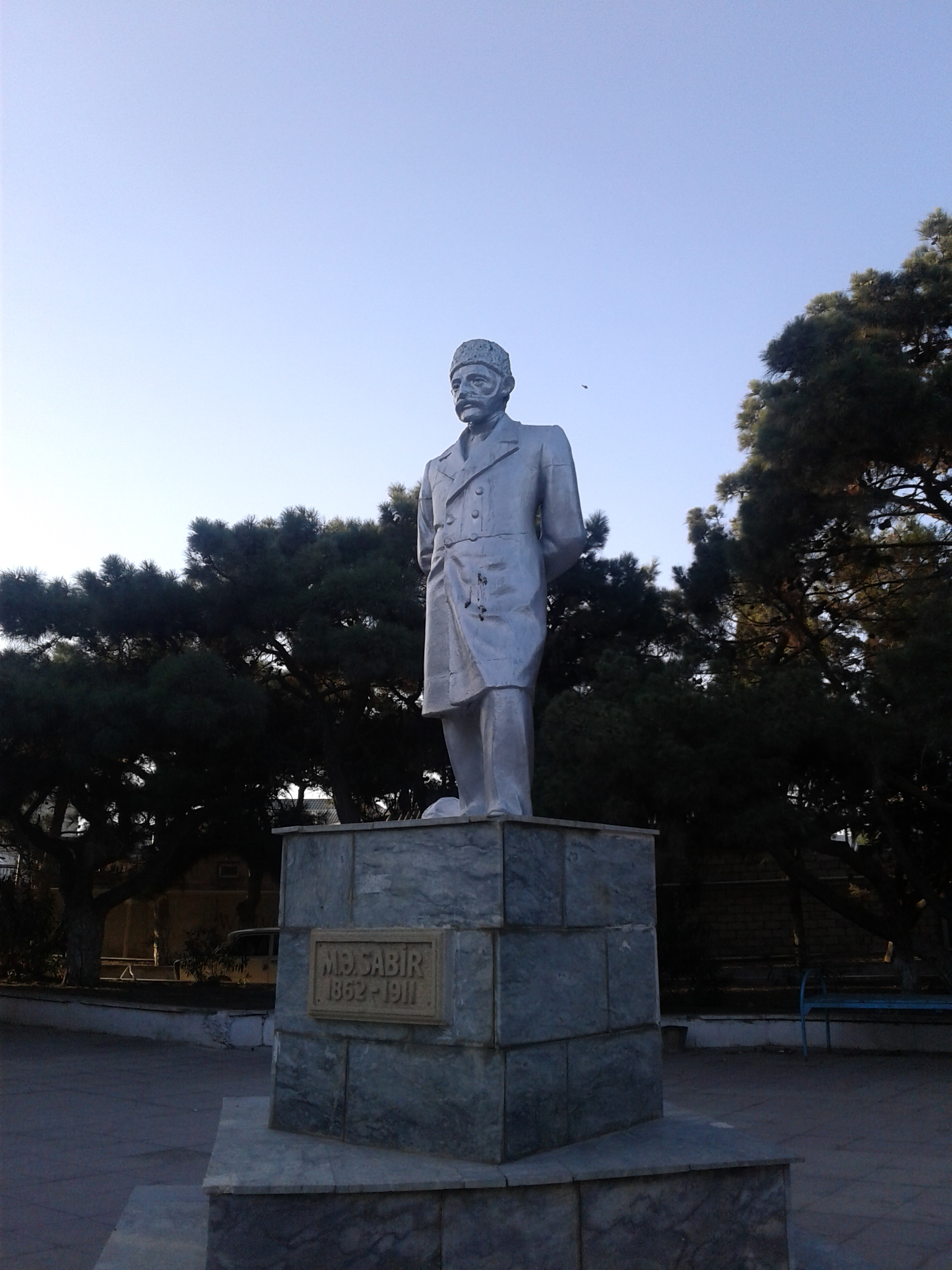
Памятник в пгт Балаханы